# Armand Parmentier
Pour les articles homonymes, voir Parmentier.
Armand Parmentier (né le 15 février 1954 à Waregem) est un athlète belge spécialiste du marathon. Licencié au AV Wingene, il mesure 1,75 m pour 64 kg.

## Biographie
Il termine à la 2e place du classement du Sportif belge de l'année en 1982, derrière Jacky Ickx.

### Palmarès
| Date | Compétition           | Lieu        | Résultat | Performance     |
| ---- | --------------------- | ----------- | -------- | --------------- |
| 1982 | Championnats d'Europe | Athènes     | 2e       | 2 h 15 min 51 s |
| 1983 | Championnats du monde | Helsinki    | 6e       | 2 h 10 min 57 s |
| 1984 | Jeux olympiques d'été | Los Angeles | 30e      | 2 h 18 min 10 s |

### Records
| Épreuve  | Performance     | Lieu | Date |
| -------- | --------------- | ---- | ---- |
| Marathon | 2 h 09 min 57 s |      | 1983 |